# Cruise Missile Carrier Aircraft
 (septembre 2022).

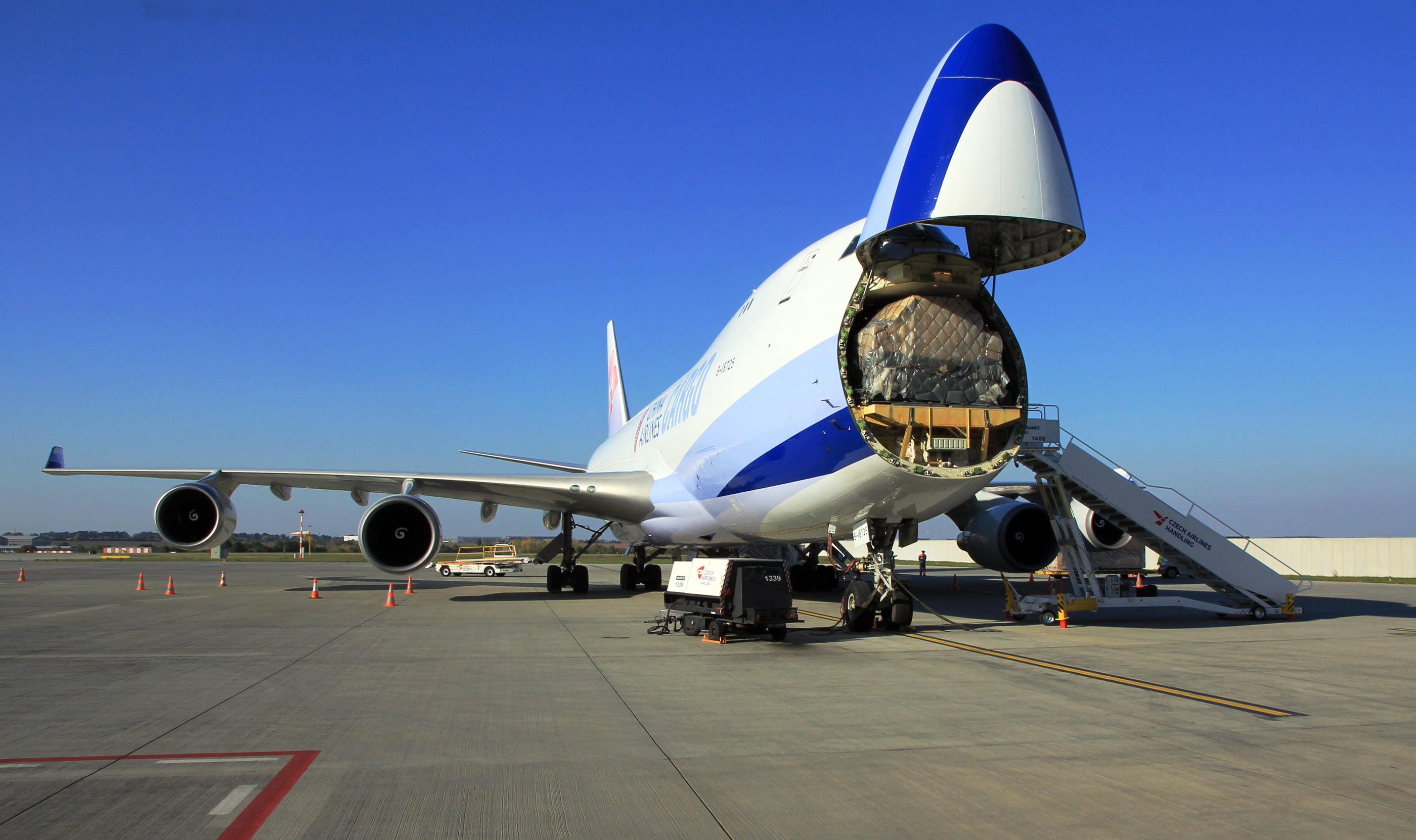
Chargement d'un 747 cargo

Le Cruise Missile Carrier Aircraft est le nom d'un programme de l'US Air Force développé dans les années 70. Il consistait à étudier la possibilité de convertir un avion gros-porteur en lanceur de missiles de croisière pour mener des opérations militaires. Freiné par des contraintes techniques et des questionnement liés à la doctrine d'emploi d'un tel appareil, le projet est finalement enterré par le Congrès des États-Unis à l'été 1980.

## Origines du projet
Le CMCA puise ses origines dans un contexte de réduction budgétaire. Après l'abandon du projet Rockwell B-1 Lancer par l'administration Carter (relancé quelques années plus tard), l'US Air Force s'intéresse à de nouveaux concepts et notamment au développement de nouveaux vecteurs d'armes stratégiques (principalement nucléaires) à des coûts relativement réduits, moindres en tout cas que celui du développement d'un nouveau bombardier stratégique à long rayon d'action. Plusieurs pistes sont explorées afin d'allier rayon d'action, bas coûts de mise en œuvre, interopérabilité entre systèmes d'armes existants et appareils déjà produits.
À cette époque, le missile de croisière BGM-109 Tomahawk est en cours de tests, il entre en service en 1983. Des bombardiers B-52 ont ainsi été modifiés pour transporter chacun 12 unités de ce missile ayant une portée comprise entre 1200 et 2500 km selon les versions, et pouvant voler et se diriger de la même manière qu'un avion.

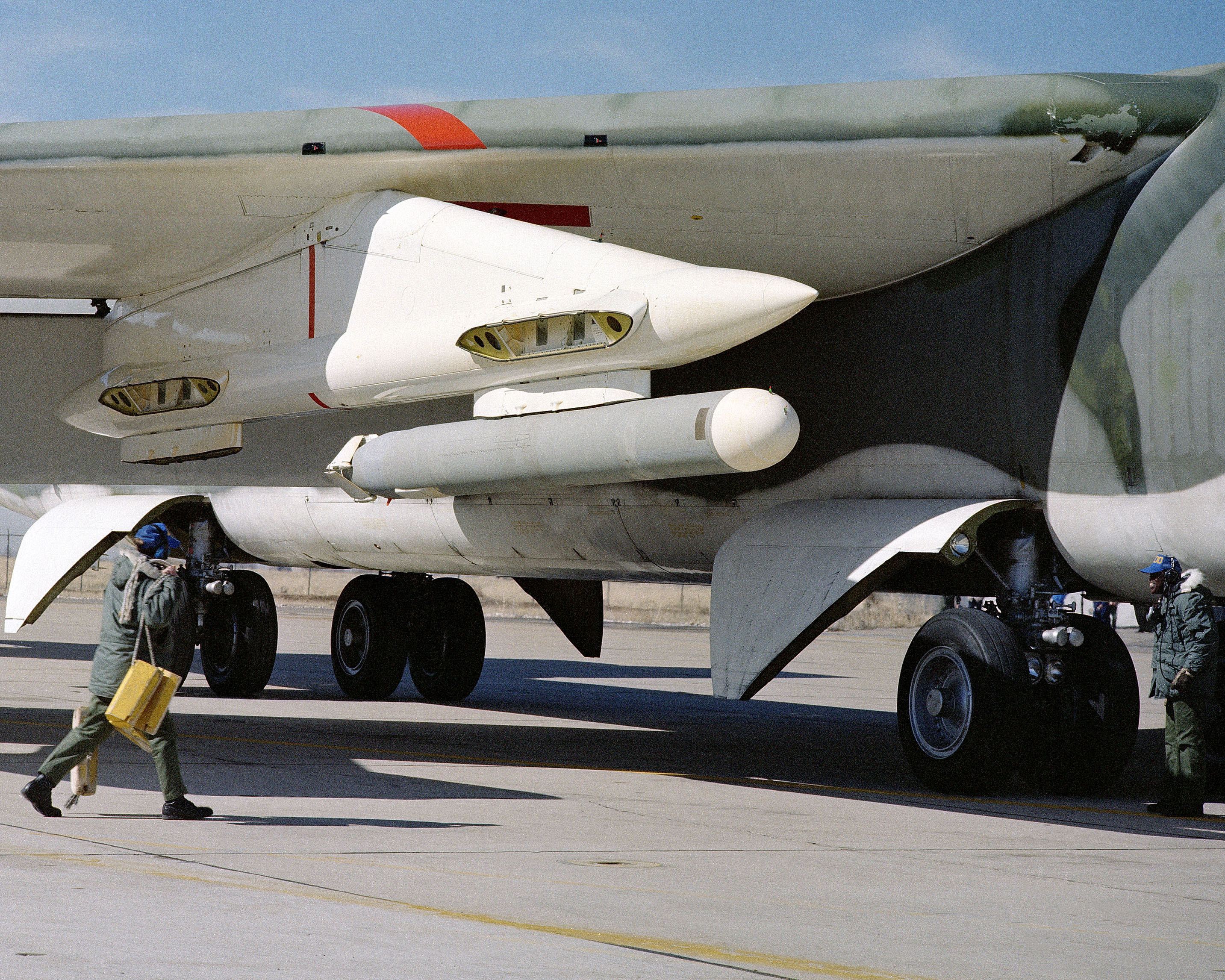
Tomahawk sous l'aile d'un B-52

Dans une telle configuration le missile de croisière dispose d'une telle portée efficace que l'appareil qui le déploie et le lance peut aisément se trouver hors de portée, loin des défenses aériennes adverses, non seulement au moment du tir, mais a fortiori au moment de l'impact. Dans l'absolu, l'appareil vecteur n'a donc pas besoin, ni d'être furtif, ni d'avoir une capacité de défense autonome face à d'éventuels intercepteurs. L'idée émerge ainsi d'utiliser un avion gros-porteur, de type cargo, peu coûteux, capable d'emporter un grand nombre de missiles sur une distance franchissable intercontinentale.

## Études proposées
L'USAF reçoit plusieurs propositions de la part de constructeurs partenaires, afin de doter la force aérienne stratégique d'un tel appareil. Boeing propose par exemple de modifier, pour tenir le rôle du CMCA, un 747-200, dans sa version cargo à chargement par l'avant. La cabine serait occupée par des grands barillets rotatifs transportant chacun 8 missiles Tomahawk. Au total, l'avion emporterait 72 missiles, chargés par le nez et lancés par le biais d'une porte latérale. 
À côté du 747, d'autres avionneurs proposent leurs appareils pour occuper le rôle de CMCA à l'étude, comme le McDonnell Douglas DC-10, ou bien les Lockheed C-5 Galaxy et Lockheed L-1011 TriStar.

## Freins techniques et politiques

### Limites aéronautiques
Le principal problème technique rencontré lors de l'étude relève de la phase de lancement des missiles en plein vol et à vitesse de croisière. L'ouverture d'une large trappe ou d'une porte dans la carlingue d'un appareil lancé à haute altitude et à pleine vitesse de croisière pose en effet de graves problèmes de stabilité et de turbulences au sein de la cabine. L'appareil envisagé, quel qu'il soit, bien que converti pour des opérations de guerre, serait resté avant tout un appareil conçu pour des manœuvres les moins extrêmes possibles, et n'aurait probablement pas pu tolérer de telles variations aérodynamiques.

### Limites doctrinales et limites d'emploi
Le concept de conversion d'un gros-porteur avait un avantage notable : l'emport d'une grande quantité d'armement pouvant être délivrée sur un même front ou sur un même théâtre d'opération en peu de temps et avec peu d'appareils engagés. Mais il présentait de même un énorme inconvénient : il revenait à concentrer une énorme force de frappe dans un seul et même appareil. Celui ci serait donc immédiatement devenu une cible stratégique pour l'adversaire et tout son système d'interception anti-aérien. Un 747 CMCA aurait été, par ailleurs, sur un écran radar, difficilement indiscernable d'un 747 civil, même par le biais d'un système d'interrogation "ami ou ennemi" et par le biais d'un transpondeur militaire. Si cet élément pouvait être perçu comme un avantage, il s'agissait avant tout d'un risque : en cas de conflit, tous les Boeing 747 en vol pouvaient devenir des cibles prioritaires pour l'aviation soviétique, ce qui était un problème.